# إنغريد نيلسن
إنغريد نيلسن (بالإنجليزية: Ingrid Nilsen) المعروفة في يوتيوب باسم مسغلاموراتزي (بالإنجليزية: Missglamorazzi) هي يوتيوبرز أمريكية ولدت في يوم 2 فبراير 1989 في راولند هايتس في كاليفورنيا في الولايات المتحدة، بدأت في 2009 عملها بعد فتح قناة لها في يوتيوب بتشجيع من أصدقائها بسبب خوفها من الكلام، فيديوهاتها إختصت بمواضيع الموضة والحياة العامة وقد حصدت أكثر من 4 ملايين مشترك، في سنة 2014 أصبحت شخصية اليوتيوب لسنة 2014، لتظهر بعدها في عدة مقابلات تلفزيونية، بعد نالت جائزة إختيار المراهقين.
في سنة يناير 2016 قابلت الرئيس الأمريكي باراك أوباما في البيت الأبيض وحاورته عن قضايا الإرهاب والضرائب وقضايا المرأة والمثليين.
تنحدر نيلسن من أصل نرويجي من ناحية الأب ومن أصل تايلندي من ناحية الأم، أعلنت إنغريد نيلسن أنها سحاقية في إحدى فيديوتها وقد سبق لها مواعدة اليوتيوبرز هانا هارت.

## وصلات خارجية
- قناتها على يوتيوب
- إنغريد نيلسن على فيسبوك